# Abraham Esau
Robert Abraham Esau, né le 7 juin 1884 à Tiegenhagen, arrondissement de Marienbourg (de) en province de Prusse-Occidentale et mort le 12 mai 1955 à Düsseldorf, est un physicien allemand.
Durant la Seconde Guerre mondiale, il est membre du projet nucléaire allemand.